# Josef Ottitsch (Politiker, 1844)
Josef Ottitsch (* 22. Februar 1844 in Pichling, Gemeinde Fischering (heute Gemeinde St. Andrä); † 19. November 1919 ebenda) war Gutsbesitzer und Abgeordneter zum Österreichischen Abgeordnetenhaus.

## Leben
Josef Ottitsch war Sohn des gleichnamigen Landwirts († 1902). Nach dem Besuch gewisser Schulen in St. Marein, Wolfsberg und Cilli (in der Untersteiermark) besuchte er noch zwei Jahre eine Realschule. Im Jahr 1864 trat er in die Armee ein. Im Juni 1866 wurde er Zugsführer, im Juli 1866 Leutnant. Im Jahr 1868 trat er außer Dienst und wurde Gutsbesitzer in Pichling. Ab 1875 war er Mitglied des Ausschusses des landwirtschaftlichen Gauverbands Lavanttal.
Josef Ottitsch war von 1878 bis 1882 im Kärntner Landtag (5. Wahlperiode, Kurie Landgemeinden, Regionen Wolfsberg, St. Leonhard, St. Paul). In der Sitzung am 26. September 1882 verkündete er seinen Mandatsverzicht. Im Jahr 1873 gehörte er dem Gemeindeausschuss an. Von 1876 bis 1879 war er auch Bürgermeister von St. Andrä.
Er war römisch-katholisch und seit 1870 verheiratet mit Johanna Paulina Ofner, mit der er keine Kinder hatte.

## Politische Funktionen
Josef Ottitsch war vom 7. Oktober 1879 bis zum 2. Mai 1882 Abgeordneter des Abgeordnetenhauses im Reichsrat (VI. Legislaturperiode), Kronland Kärnten, Kurie Landgemeinden 2, Regionen Sankt Veit, Friesach, Gurk, Eberstein, Althofen, Wolfsberg, St. Leonhard, St. Paul. Er trat wegen Kränklichkeit und triftiger wirtschaftlicher Gründe zurück.

## Klubmitgliedschaften
Josef Ottitsch gehörte ab 1879 dem Klub der Liberalen an. Ab dem 19. November 1881 war er Mitglied der Vereinigten Linken.